# Большое Мерзлеево
Большое Мерзлеево — упразднённая деревня в Вязниковском районе Владимирской области России.

## География
Урочище находится в северо-восточной части области, в зоне хвойно-широколиственных лесов, в пределах Волжско-Окского междуречья, на правом берегу реки Тары, к северу от автодороги М7, на расстоянии 21 километра (по прямой) к западу от города Вязники, административного центра района.

### Климат
Климат характеризуется как умеренно континентальный. Средняя температура воздуха самого холодного месяца (января) — −11,1 °C (абсолютный минимум — −48 °С), средняя максимальная температура воздуха (июля) — +23,3 °С (абсолютный максимум — +37 °С). Годовое количество атмосферных осадков составляет около 607 мм, из которых 413 мм выпадает в период с апреля по октябрь.

## История
В «Списке населенных мест Владимирской губернии по сведениям 1859 года» населённый пункт упомянут как владельческая деревня Вязниковского уезда, расположенная в 23 верстах от уездного города. В деревне насчитывалось 16 дворов и проживало 125 человек (57 мужчин и 68 женщин).
По состоянию на 1905 год, в Мерзлеевой имелось 25 дворов и проживало 113 человек. В административном отношении деревня входила в состав Сарыевской волости.
По данным 1926 года в деревне имелось 24 хозяйства (в том числе 20 крестьянских) и проживал 101 человек (44 мужчины и 57 женщин). Являлась частью Симонцевского сельсовета.